# Mnesipenthe thisbe
Mnesipenthe thisbe là một loài bướm đêm trong họ Geometridae.